# Mount Chudleigh
Der Mount Chudleigh ist ein 2966 m hoher Berg in der Malte Brun Range innerhalb der Neuseeländischen Alpen auf der Südinsel Neuseelands. Er ist der südlichste Berg über 2900 m innerhalb der Bergkette und liegt wenige Kilometer südwestlich des namengebenden 3199 m hohen Malte Brun. An seinen Flanken liegen mehrere kleine Gletscher, die letztlich alle zum Tasman Lake hin entwässern.

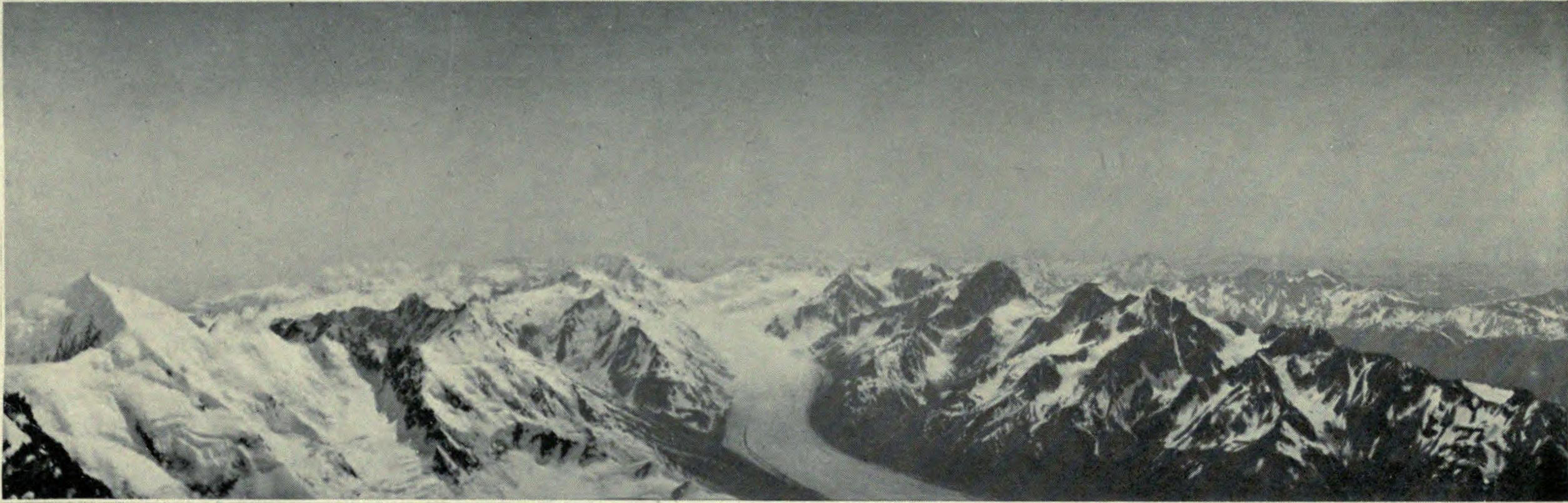
Mount Chudleigh als erster hoher Gipfel der rechten Bergkette (Malte Brun Range), historische Aufnahme

Den Namen vergaben George Edward Mannering und Arthur Paul Harper zu Ehren des Schafhirten E. R. Chudleigh, der bereits 1865 die Gletscher der Umgebung erkundete. Die Erstbesteigung gelang 1910 Freda Du Faur.